# La Poste
A La Poste egy franciaországi postai szolgáltató vállalat, amely Franciaország európai régióiban, továbbá az öt francia tengerentúli megyében és régióban, valamint Saint Pierre és Miquelon tengerentúli közösségében működik. Egy kétoldalú megállapodás értelmében a La Poste a La Poste Monaco révén a postai szolgáltatásokért is felelős Monacóban, valamint a spanyol Correos társasággal együtt Andorrában.
A vállalatot 1991-ben hozták létre a francia PTT, a franciaországi postai, távíró- és telefonszolgáltatásokért felelős kormányzati hivatal szétválasztását követően. Az 1879-ben alapított PTT-t ekkor osztották fel a La Poste között, amely a postai szolgáltatásokért lett felelős, és a France Télécom (ma Orange) között a távközlési szolgáltatásokért. A France Télécomot azonnal privatizálták, de a La Poste állami vállalat maradt. A 97/67/EK európai uniós irányelv 1997-ben azonban előírta a tagállamoknak, hogy "teljes mértékben nyissák meg a postai ágazatot a verseny előtt", aminek eredményeképpen a francia kormány 2005-ben engedélyezte a postai magánszolgáltatók működését, a La Poste-t pedig 2010-ben részvénytársasággá alakította át.
A La Poste a Groupe La Poste anyavállalata, amely egy bankot és biztosítótársaságot (La Banque postale), egy logisztikai szolgáltató vállalatot (Geopost) és egy mobilhálózat-üzemeltetőt (La Poste Mobile) is magában foglal. Bár postai tevékenységei az internet fejlődése miatt csökkennek, még mindig a vállalat bevételeinek felét teszik ki. Más tevékenységek, mint például a csomagkézbesítés és a banki tevékenység, növekvőben vannak. A kettő 2017-ben a vállalat bevételeinek egy-egy negyedét tette ki.